# Edmund Goldzamt

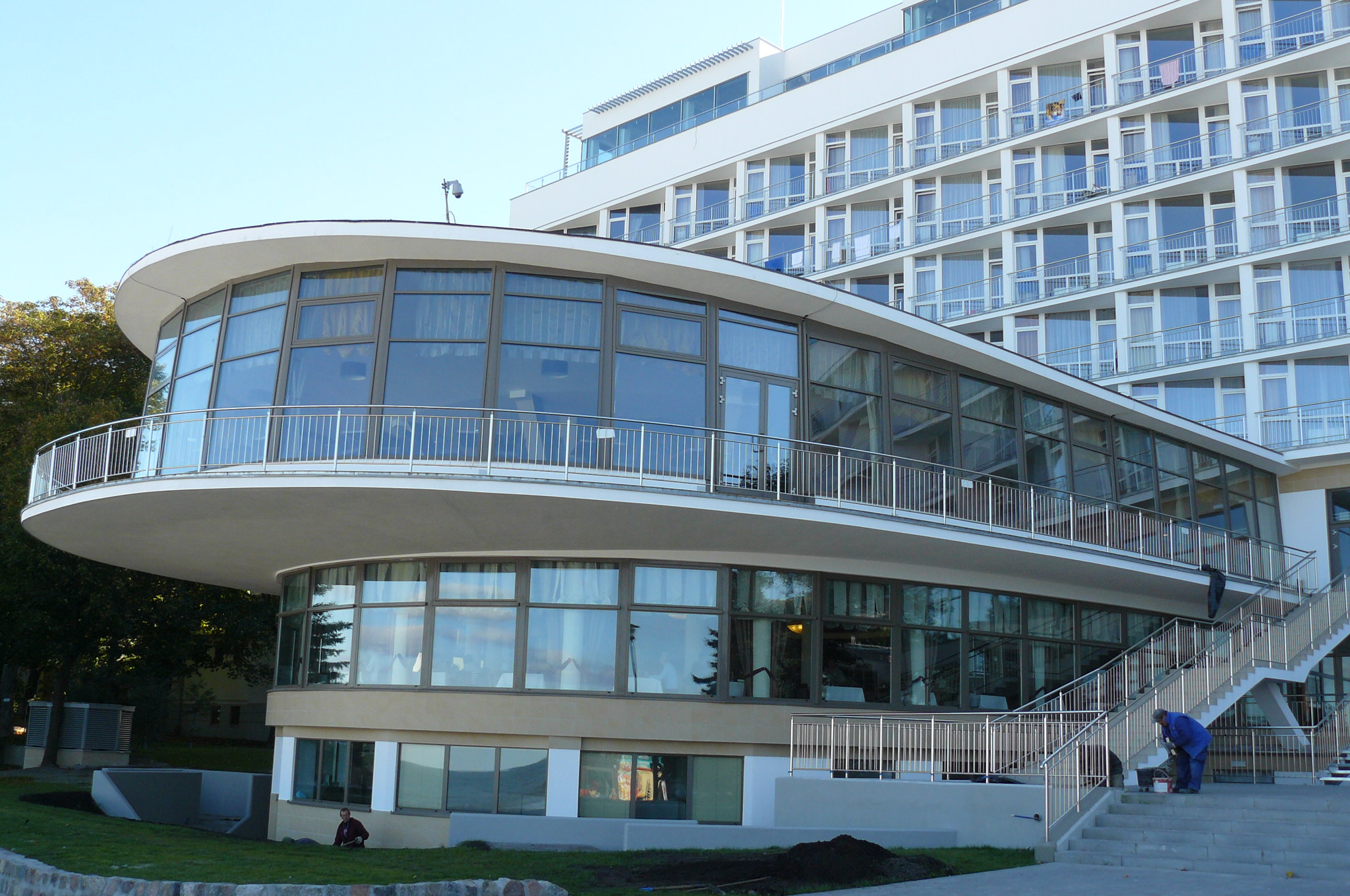
Sanatorium w Kołobrzegu

Edmund Goldzamt (ur. 18 sierpnia 1921 w Lublinie, zm. 3 listopada 1990 w Moskwie) – polski architekt pochodzenia żydowskiego, teoretyk architektury.

## Życiorys
W czasie okupacji niemieckiej przez Lwów i Taszkent trafił do Moskwy, gdzie ukończył studia w Moskiewskim Instytucie Architektury. Jego obroniona w 1946 roku pod kierunkiem Wiktora Baburowa praca dyplomowa nosiła tytuł Warszawa − projekt odbudowy. 
Był autorem referatu wygłoszonego na naradzie architektów członków Polskiej Zjednoczonej Partii Robotniczej, zorganizowanej w dniach 20−21 czerwca 1949 roku w Warszawie, na podstawie którego przyjęto w Polsce realizm socjalistyczny jako „obowiązującą metodę twórczą” w architekturze.
W 1952 z inicjatywy Józefa Sigalina zamieszkał wraz z rodziną w Polsce. W latach 1952–1970 doktoryzował się i wykładał na Wydziale Architektury Politechniki Warszawskiej. W 1964 zrealizował w Kołobrzegu (wraz z żoną Haliną Gurianową) budynek sanatorium.

## Życie prywatne
Był ojcem Aleksandra Gurjanowa.

## Twórczość
- Architektura zespołów śródmiejskich i problemy dziedzictwa, Warszawa 1956;
- W miastach włoskich, Warszawa 1959 ;
- William Morris a geneza społeczna architektury nowoczesnej, Warszawa 1967;
- William Morris et la Genese Sociale de l'Architecture Moderne, Wrocław 1967;
- Urbanistyka krajów socjalistycznych: problemy społeczne, Warszawa 1968
- Urban Planning in Socialist Countries, Berlin 1974; Stuttgart 1975; Mediolan 1977, Barcelona 1980;
- Modele przemian zespołów osadniczych, Warszawa,1976;
- William Morris und die sozialen Ursprunge der modernen Architektur, Dresden 1976;
- Gradostroitel'naâ kul'tura evropejskih socialističeskih stran, (Edmund Goldzamt i Oleg Aleksandrovič Švidkovskij)), Moskva: Strojizdat, 1985;
- V noč' gitlerovskoj okkupacii - ob architekture i gorode buduščego, 1986. (?);
- Kultura urbanistyczna krajów socjalistycznych, współautor: Oleg Szwidkowski, Warszawa, 1987;